# Operation Ivy Bells
Die Operation Ivy Bells war eine nachrichtendienstliche Operation der USA ab 1971 mit dem Ziel, ein militärisches Unterseekabel in der Pazifikflotte der sowjetischen Marine aufzuklären. Die Operation wurde fast zehn Jahre mit monatlich getauschten Datenloggern ausgeführt und generierte strategische Informationen über Militärzusammenhänge der Sowjetunion. 1981 entdeckten die sowjetischen Dienste durch den Hinweis einer Quelle aus den USA die Abhöreinrichtung und entfernten sie.

## Sowjetisches Unterseekabel
In einer durchschnittlichen Tiefe von rund 120 m verlief im Ochotskischen Meer, einem Randmeer des Pazifik, ein militärisches Unterseekabel. Über diese 5-Zoll-Kabelverbindung tauschte die Marinebasis für U-Boote in Petropawlowsk-Kamtschatski (Kamtschatka), nordöstlich der Kurilen, Informationen mit dem Hauptquartier in Wladiwostok im Südwesten aus. Beide Basen spielten eine große Rolle in der Kommunikation der sowjetischen Pazifikflotte.

## Anbringen der Abhöreinrichtung
Die Idee, sowjetische Unterseekabel abzuschöpfen, war schon länger vorhanden. Captain James Bradley wollte schon seit geraumer Zeit eine solche Mission starten, wurde aber durch die technischen Hindernisse einer entdeckungsfreien Abhörmöglichkeit und den Schwierigkeiten der Tiefseetaucherei gehindert. Schließlich konnte er Henry Kissinger und seinen Berater General Alexander Haig überzeugen und erhielt die Genehmigung für die riskante Mission.
Unter der Leitung des Kapitäns James Bradley tauchten 1971 Kampfschwimmer der US-Navy aus dem US-Boot Halibut mit wassergeheizten Taucheranzügen an das in sowjetischen Hoheitsgewässern verlaufende Kabel heran und brachten eine etwa 6 m (20 ft) lange Abhöreinheit an. Das Gerät war galvanisch getrennt von dem Kabel, so dass kein mechanischer Eingriff an dem Kabel nötig war. Die Einrichtung nahm alle Kommunikation auf magnetische Datenträger auf.

## Betrieb
Taucher tauschten monatlich die Datenträger und brachten die Magnetbänder zur Dechiffrierung zur National Security Agency (NSA). Diese stellte erstaunt fest, dass ein großer Teil der Kommunikation unverschlüsselt lief, da die sowjetischen Militärs von der Sicherheit ihrer Verbindung ausgingen.

## Aufdeckung
1981 beobachteten US-Spionagesatelliten eine Flotte sowjetischer Militärschiffe über dem Unterseekabel. Ein weiteres Spionage-U-Boot, die Parche wurde rasch zum Bergen der Einrichtung entsendet. Bei Ankunft war diese schon nicht mehr vorhanden.

## Verrat
Nach langen Ermittlungen der US-Gegenspionage wurde der NSA-Analytiker Ronald Pelton (* 1941) verhaftet, weil er für 35.000 USD die Operation Ivy Bells an sowjetische Dienste verraten hatte. Er hatte der sowjetischen Botschaft in Washington die Information angeboten. Er übermittelte keine schriftlichen Dokumente, sondern nutzte sein sehr gutes Gedächtnis, um Informationen zu Protokoll zu geben. Pelton wurde zu lebenslanger Haft verurteilt und am 24. November 2015 entlassen.

## Einordnung
Der Erfolg der Operation Ivy Bells veranlasste die US-Dienste eine Reihe weiterer sowjetischer Unterseekabel abzuschöpfen. Die U-Boote Halibut und die Seawolf, in den 1980er und 1990er Jahren zudem die USS Richard B. Russell, installierten weitere, teilweise nuklear betriebene Abhöreinrichtungen. Bis heute gilt der Erfolg der Operation als Start der Abhöraktivitäten von Unterseekabeln. Heute greifen die Dienste vermehrt auf die sogenannten Backbones der Kommunikationsnetze an den Landstationen zurück.
Die Abhöreinrichtung der Operation Ivy Bells ist seit 1999 im Zentralmuseum des Großen Vaterländischen Krieges in Moskau ausgestellt.